# Geophilus ungviculatus
Geophilus ungviculatus är en mångfotingart som beskrevs av Daday 1889. Geophilus ungviculatus ingår i släktet Geophilus och familjen storjordkrypare.
Artens utbredningsområde är Grekland. Inga underarter finns listade i Catalogue of Life.